# Рякия
Ря̀кия или Ра̀дяни (на гръцки: Ρυάκια, до 1926 година Ράδιανη, Радяни) е село в Егейска Македония, Гърция, дем Пидна-Колиндрос в административна област Централна Македония.

## География
Селото е разположено на 430 m надморска височина, в източните поли на планината Голен (Колона).

## История
В XIX век Радяни е гръцко село в Берската каза на Османската империя. Александър Синве („Les Grecs de l’Empire Ottoman. Etude Statistique et Ethnographique“) в 1878 година пише, че в Радани (Radani), Китроска епархия, живеят 66 гърци. В 1900 година според Васил Кънчов („Македония. Етнография и статистика“) Радинъ е село в Берска каза и в него живеят 54 гърци християни.
В църквата „Свети Илия“ има три неподписани икони от началото на 1860-те години, дело на Кулакийската школа, които са близки до произведенията на Митакос Хадзистаматис. В църквата „Успение Богородично“ иконата на Света Марина (1871) и разпятието на иконостаса (1880), носят отличителните белези на делата на Митакос и Димитриос Хадзистаматис.
В 1913 година след Междусъюзническата война селото остава в Гърция. До 1918 година е част от Берско, а след това на Катеринско. В 1926 година името му е сменено на Рякия.
Населението традиционно произвежда жито, картофи, тютюн и се занимава частично и със скотовъдство.
| Име       | Име         | Ново име  | Ново име  | Описание                    |
| --------- | ----------- | --------- | --------- | --------------------------- |
| Сугляй    | Σουγλιάϊ    | Петра     | Πέτρα     | връх на ЮЗ от Рякия (896 m) |
| Палиобаци | Παλιομπατσι | Пурнария  | Πουρνάρια | местност на ЮЗ от Рякия     |
| Урда      | Οΰρδα       | Криовриси | Κρυόβρυση | река на СИ от Рякия         |

| Година    | 1913 | 1920 | 1928 | 1940 | 1951 | 1961 | 1971 | 1981 | 1991 | 2001 | 2011 | 2021 |
| --------- | ---- | ---- | ---- | ---- | ---- | ---- | ---- | ---- | ---- | ---- | ---- | ---- |
| Население | 303  | 405  | 425  | 644  | 613  | 753  | 694  | 711  | 583  | 21   | 23   | 23   |

## Личности
Родени в Рякия
- Адамандиос Николау (1790 – 1862), гръцки клефт
- Димос Николау (1805 – ?), гръцки клефт